# La Donation
Série
Contre toute espérance
(2007)
Pour plus de détails, voir Fiche technique et Distribution.
La Donation  est un film québécois réalisé par Bernard Émond en 2009, sorti au cinéma au Québec en novembre 2009 après avoir été présenté en compétition au festival de Locarno.
La Donation est le dernier volet d'une trilogie consacrée aux vertus théologales (la foi, l'espérance et la charité) dont le premier chapitre est La Neuvaine et le deuxième Contre toute espérance.  Le personnage principal de La Donation, Jeanne Dion, était aussi au centre de La Neuvaine.

## Synopsis
Dr Jeanne Dion (Élise Guilbault) se rend en Abitibi-Ouest pour remplacer le Dr Rainville (Jacques Godin), un médecin de Normétal. Ce dernier lui laisse en succession tous ses patients... Le Dr Dion acceptera-t-elle de prendre le poste de façon permanente ?

## Distribution
- Élise Guilbault : le docteur Jeanne Dion
- Jacques Godin : le docteur Yves Rainville
- Éric Hoziel : Pierre Grégoire, le boulanger
- Angèle Coutu : Sœur Réjane Rainville, la sœur religieuse du docteur
- Léalie Ferland-Tanguay : Lyne Cholette, l'adolescente
- Monique Gosselin : Madame Cholette
- Sylvain Marcel : le père de Corinne
- Manon Miclette : Manon
- Aubert Pallascio : Monsieur Roberge
- Michel Daigle : le prêtre
- Françoise Graton : Madame Laplante
- Danielle Filtault
- Marie-Soleil Corbin Allyson : Corinne
- Brandon Gareau : Mathieu, le  frère de Corinne
- Marie-Josée Lapratte : Jacynthe, la femme aux Ativans

## Prix
- Prix Communications et société 2009 au Festival du cinéma international en Abitibi-Témiscamingue